# جاس ویدون
جوزف هیل «جاس» ویدون  (به انگلیسی: Joss Whedon) فیلم‌نامه‌نویس، تهیه‌کننده تلویزیون و سینما، کارگردان، نویسنده مجلات کامیک، آهنگساز و بازیگر آمریکایی است.

## زندگی
در ۲۳ ژوئن ۱۹۶۴ در نیویورک زاده شد. او مؤسس کمپانی‌های میتانت انمی پروداکشنز و بلودر پیکچرز است. شهرت او بیشتر به خاطر ساخت سریال‌های تلویزیونی بافی قاتل خون‌آشام‌ها(۲۰۰۳–۱۹۹۷)، انجل(۲۰۰۴–۱۹۹۹)، کرم شب تاب(۲۰۰۲)، خانه عروسکی(۲۰۱۰–۲۰۰۹)است. او همچنین یکی از نویسندگان انیمیشن داستان اسباب‌بازی(۱۹۹۵)، تهیه‌کننده و یکی از نویسندگان فیلم ترسناک کلبه‌ای در جنگل (۲۰۱۲) و نویسنده و کارگردان فیلمی با نام انتقام‌جویان(۲۰۱۲) با اقتباس از کتاب‌های کامیک مارول کامیکس، نهمین فیلم پرفروش تاریخ سینما است.